# Julen Goia
Julen Goia Iriberri (Idiazábal, Guipúzcoa, 12 de diciembre de 1991) es un exjugador español de rugby que se desempeñaba como ala.
Su hermano, Oier Goia también es jugador profesional de rugby, con quien compartió vestuario en el Ordizia en la División de Honor del rugby español.

## Infancia
Durante su época escolar practicó varios deportes como fueron el fútbol, participando en categoría infantil en dos torneos con la Real Sociedad de Fútbol, pelota vasca o atletismo donde fue campeón del País Vasco de 60 metros lisos.

## Carrera
Goia comenzó su carrera en el Ordizia Rugby Elkartea, donde debutó en el primer equipo con 17 años. Durante la temporada 2011-12, fue el máximo anotador de ensayos de la División de Honor con 16 tries, contribuyendo al subcampeonato del equipo. En la temporada 2012-2013, Ordizia ganó la Copa del Rey, consolidando su posición como uno de los clubes destacados del rugby español.
A los 17 años Goia fue contactado por el Biarritz Olympique para jugar para sus categorías inferiores, pero decidió finalizar primero sus estudios. Finalmente, para la temporada 2013-14 llegó proveniente de la escuela de rugby del Ordizia. El 24 de agosto de 2013 hizo su debut profesional en el Top 14 saliendo de partida en el equipo XV titular ante Montpellier HRC donde lograron la victoria por el resultado de 19-12. Ese mismo año jugaría otro partido más sin poder contribuir a la salvación del equipo que terminó descendiendo a Pro D2.
En busca de más tiempo de juego, Goia se trasladó al SA Mauléonais en la Fédérale 1 francesa para la temporada 2015-2016. Allí, participó en cinco partidos, anotando un ensayo y acumulando 318 minutos en el campo. 
Goia regresó al Ordizia Rugby Elkartea en 2016,  donde se convirtió en una figura clave y capitán del equipo. Durante su segunda etapa en el club, disputó 105 partidos, siendo titular en 102 de ellos, y anotó 52 ensayos. Además de su desempeño en el campo, Goia promovió el rugby en la región de Goierri, implementando programas de "rugby cinta" en escuelas locales. 
Al final de la temporada 2024-25, Julen Goia anunció su retirada del rugby profesional, culminando una carrera de más de una década en el deporte. Su liderazgo y compromiso tanto en el club como en la selección nacional dejaron una huella significativa en el rugby español.

## Selección nacional
Julen Goia hizo su debut internacional con la Selección de Rugby de España en Las Mestas de Gijón al ser seleccionado por Bryce Bevin contra Rumania el 23 de febrero de 2013 en un partido que ganaron los rumanos con el marcador final de 15-25 y donde Goia fue titular.